# Grand Prix automobile d'Australie 2018
GP précédent GP suivant
Le Grand Prix automobile d'Australie 2018 (Formula 1 Rolex Australia Grand Prix 2018), disputé le 25 mars 2018 sur le circuit de l'Albert Park, est la 977e épreuve du championnat du monde de Formule 1 courue depuis 1950. Il s'agit de la 33e édition du Grand Prix d'Australie comptant pour le championnat du monde de Formule 1 et de la première manche du championnat 2018.
Comme lors de l'édition précédente, et pour la septième fois sur le circuit de l'Albert Park, Lewis Hamilton part en pole position. Pour obtenir son 73e départ depuis la tête, il réalise, selon ses propres dires,
« un tour proche de la perfection » en fin de Q3 pour battre le record du circuit et devancer les deux Ferrari de plus de six dixièmes de seconde ; Kimi Räikkönen l'accompagne ainsi en première ligne tandis que Sebastian Vettel occupe la deuxième ligne, avec Max Verstappen dont le coéquipier Daniel Ricciardo, auteur du cinquième temps, est pénalisé d'un recul de trois places sur la grille pour ne pas avoir respecté un drapeau rouge en essais libres. Les deux Haas-Ferrari obtiennent le meilleur résultat en qualifications de leur jeune histoire, Kevin Magnussen précédant Romain Grosjean en troisième ligne. Nico Hülkenberg part en quatrième ligne, devant Ricciardo. Le coéquipier de Lewis Hamilton Valtteri Bottas est victime d'un gros accident dès le début de son tour rapide qui provoque une interruption au drapeau rouge, et il doit partir de loin compte tenu de la reconstruction de sa monoplace.
Avec un peu de chance, Sebastian Vettel s'impose au terme des cinquante-huit tours de l'épreuve d'ouverture, obtenant sa quarante-huitième victoire et le centième podium de sa carrière. Comme en 2017, il gagne à la faveur des arrêts au stand, sur un coup stratégique de son écurie et, cette fois, un évènement inattendu. Son coéquipier Kimi Räikkönen, en deuxième position, rentre le premier aux stands, dès le 18e tour. Mercedes, en réaction, procède au changement des pneumatiques du leader Hamilton dès le tour suivant alors que Vettel continue en piste. Au 24e tour, Romain Grosjean, relâché de la voie des stands avec un écrou mal serré, s'arrête au bord du circuit et provoque le déclenchement de la procédure de voiture de sécurité virtuelle. Vettel profite de l'occasion pour changer ses pneus et ressort juste devant Hamilton qui, lui, a été contraint de ralentir. À partir de là, qu'il soit à moins d'une seconde avec la possibilité d'utiliser son aileron arrière mobile ou repoussé plus loin, le Britannique n'est jamais en mesure de dépasser son rival.
Les deux pilotes Haas F1 Team renvoyés en piste avec un écrou mal serré à cause d'un pistolet pneumatique défectueux, sont tous deux contraints à l'abandon à un tour d'écart, alors qu'ils roulaient l'un après l'autre en quatrième position ; une lourde amende est infligée à l'équipe américaine. Räikkönen, en résistant jusqu'au bout à Daniel Ricciardo (auteur du meilleur tour dans sa 54e boucle), prend la troisième place alors que Fernando Alonso, cinquième, égale son meilleur résultat chez McLaren et est élu pilote du jour. Il précède Max Verstappen, parti en tête à queue au dixième tour et Nico Hülkenberg, septième devant Valtteri Bottas qui a navigué toute la course loin des hommes de tête. Stoffel Vandoorne en terminant neuvième, permet à McLaren de placer ses deux monoplaces dans les points, tout comme Carlos Sainz Jr. qui prend le point restant pour Renault. 
Vettel occupe donc la tête du championnats des pilotes avec 25 points, devant Hamilton (18 points) et Räikkönen (15 points). Au classement des constructeurs, Ferrari possède 40 points et devance Mercedes (22 points), Red Bull Racing (20 points), McLaren (12 points) et Renault (7 points).

## Pneus disponibles
| Pneus pour piste sèche | Pneus pour piste sèche | Pneus pour piste sèche | Pneus pluie    | Pneus pluie |
| ---------------------- | ---------------------- | ---------------------- | -------------- | ----------- |
| Ultra tendres          | Super tendres          | Tendres                | Intermédiaires | Pluie       |

## Essais libres

### Première séance, le vendredi de 12 h à 13 h 30
| Pos. | Pilote           | Voiture            | Chrono         | Écart     |
| ---- | ---------------- | ------------------ | -------------- | --------- |
| 1    | Lewis Hamilton   | Mercedes           | 1 min 24 s 026 |           |
| 2    | Valtteri Bottas  | Mercedes           | 1 min 24 s 577 | + 0 s 551 |
| 3    | Max Verstappen   | Red Bull-TAG Heuer | 1 min 24 s 771 | + 0 s 745 |
| 4    | Kimi Räikkönen   | Ferrari            | 1 min 24 s 875 | + 0 s 849 |
| 5    | Sebastian Vettel | Ferrari            | 1 min 24 s 995 | + 0 s 969 |
| 6    | Daniel Ricciardo | Red Bull-TAG Heuer | 1 min 25 s 063 | + 1 s 037 |

### Deuxième séance, le vendredi de 16 h à 17 h 30
| Pos. | Pilote           | Voiture            | Chrono         | Écart     |
| ---- | ---------------- | ------------------ | -------------- | --------- |
| 1    | Lewis Hamilton   | Mercedes           | 1 min 23 s 931 |           |
| 2    | Max Verstappen   | Red Bull-TAG Heuer | 1 min 24 s 058 | + 0 s 127 |
| 3    | Valtteri Bottas  | Mercedes           | 1 min 24 s 159 | + 0 s 228 |
| 4    | Kimi Räikkönen   | Ferrari            | 1 min 24 s 214 | + 0 s 283 |
| 5    | Sebastian Vettel | Ferrari            | 1 min 24 s 451 | + 0 s 520 |
| 6    | Romain Grosjean  | Haas-Ferrari       | 1 min 24 s 648 | + 0 s 717 |

### Troisième séance, le samedi de 14 h à 15 h
| Pos. | Pilote           | Voiture            | Chrono         | Écart     |
| ---- | ---------------- | ------------------ | -------------- | --------- |
| 1    | Sebastian Vettel | Ferrari            | 1 min 26 s 067 |           |
| 2    | Kimi Räikkönen   | Ferrari            | 1 min 28 s 499 | + 2 s 432 |
| 3    | Marcus Ericsson  | Sauber-Ferrari     | 1 min 28 s 890 | + 2 s 823 |
| 4    | Max Verstappen   | Red Bull-TAG Heuer | 1 min 31 s 680 | + 5 s 613 |
| 5    | Carlos Sainz Jr. | Renault            | 1 min 33 s 172 | + 7 s 105 |
| 6    | Daniel Ricciardo | Red Bull-TAG Heuer | 1 min 34 s 043 | + 7 s 976 |

## Séance de qualifications

### Résultats des qualifications
| Pos.                                                                                      | Pilote            | Écurie               | Qualifications 1 | Qualifications 2 | Qualifications 3 |
| ----------------------------------------------------------------------------------------- | ----------------- | -------------------- | ---------------- | ---------------- | ---------------- |
| 1                                                                                         | Lewis Hamilton    | Mercedes             | 1 min 22 s 824   | 1 min 22 s 051   | 1 min 21 s 164   |
| 2                                                                                         | Kimi Räikkönen    | Ferrari              | 1 min 23 s 096   | 1 min 22 s 507   | 1 min 21 s 828   |
| 3                                                                                         | Sebastian Vettel  | Ferrari              | 1 min 23 s 348   | 1 min 21 s 944   | 1 min 21 s 838   |
| 4                                                                                         | Max Verstappen    | Red Bull-TAG Heuer   | 1 min 23 s 483   | 1 min 22 s 416   | 1 min 21 s 879   |
| 5                                                                                         | Daniel Ricciardo  | Red Bull-TAG Heuer   | 1 min 23 s 494   | 1 min 22 s 897   | 1 min 22 s 152   |
| 6                                                                                         | Kevin Magnussen   | Haas-Ferrari         | 1 min 23 s 909   | 1 min 23 s 300   | 1 min 23 s 187   |
| 7                                                                                         | Romain Grosjean   | Haas-Ferrari         | 1 min 23 s 671   | 1 min 23 s 468   | 1 min 23 s 339   |
| 8                                                                                         | Nico Hülkenberg   | Renault              | 1 min 23 s 782   | 1 min 23 s 544   | 1 min 23 s 532   |
| 9                                                                                         | Carlos Sainz Jr.  | Renault              | 1 min 23 s 529   | 1 min 23 s 061   | 1 min 23 s 577   |
| 10                                                                                        | Valtteri Bottas   | Mercedes             | 1 min 23 s 686   | 1 min 22 s 089   | Pas de temps     |
| 11                                                                                        | Fernando Alonso   | McLaren-Renault      | 1 min 23 s 597   | 1 min 23 s 692   |                  |
| 12                                                                                        | Stoffel Vandoorne | McLaren-Renault      | 1 min 24 s 073   | 1 min 23 s 853   |                  |
| 13                                                                                        | Sergio Pérez      | Force India-Mercedes | 1 min 24 s 344   | 1 min 24 s 005   |                  |
| 14                                                                                        | Lance Stroll      | Williams-Mercedes    | 1 min 24 s 464   | 1 min 24 s 230   |                  |
| 15                                                                                        | Esteban Ocon      | Force India-Mercedes | 1 min 24 s 503   | 1 min 24 s 786   |                  |
| 16                                                                                        | Brendon Hartley   | Toro Rosso-Honda     | 1 min 24 s 532   |                  |                  |
| 17                                                                                        | Marcus Ericsson   | Sauber-Ferrari       | 1 min 24 s 556   |                  |                  |
| 18                                                                                        | Charles Leclerc   | Sauber-Ferrari       | 1 min 24 s 636   |                  |                  |
| 19                                                                                        | Sergey Sirotkin   | Williams-Mercedes    | 1 min 24 s 922   |                  |                  |
| 20                                                                                        | Pierre Gasly      | Toro Rosso-Honda     | 1 min 25 s 295   |                  |                  |
| Temps minimal à réaliser pour la qualification : 1 min 28 s 622 (107 % de 1 min 22 s 824) |                   |                      |                  |                  |                  |

### Grille de départ
- Daniel Ricciardo, auteur du cinquième temps, reçoit trois places de pénalité pour ne pas avoir suffisamment ralenti lorsqu'un drapeau rouge a été brandi lors de la deuxième session des essais libres. Les commissaires de course de la FIA expliquent que la sanction aurait pu être plus sévère encore si Ricciardo n'avait pas ralenti davantage ; il s'élance de la huitième place[6] ;
- Valtteri Bottas, auteur du dixième temps, écope d'une pénalité d'un recul de cinq places sur la grille de départ après le changement de sa boîte de vitesses consécutif à son accident lors de la troisième phase des qualifications. Bottas entamait son premier tour chronométré lorsqu'il a perdu le contrôle de sa monoplace et l'a écrasée contre le mur de pneus du virage no 2 ; il s'élance de la quinzième place[7],[8].

## Course

### Classement de la course
| Pos. | No | Pilote            | Écurie               | Tours | Temps/Abandon                      | Grille | Points |
| ---- | -- | ----------------- | -------------------- | ----- | ---------------------------------- | ------ | ------ |
| 1    | 5  | Sebastian Vettel  | Ferrari              | 58    | 1 h 29 min 33 s 283 (206,069 km/h) | 3      | 25     |
| 2    | 44 | Lewis Hamilton    | Mercedes             | 58    | + 5 s 036                          | 1      | 18     |
| 3    | 7  | Kimi Räikkönen    | Ferrari              | 58    | + 6 s 309                          | 2      | 15     |
| 4    | 3  | Daniel Ricciardo  | Red Bull-TAG Heuer   | 58    | + 7 s 069                          | 8      | 12     |
| 5    | 14 | Fernando Alonso   | McLaren-Renault      | 58    | + 27 s 886                         | 10     | 10     |
| 6    | 33 | Max Verstappen    | Red Bull-TAG Heuer   | 58    | + 28 s 945                         | 4      | 8      |
| 7    | 27 | Nico Hülkenberg   | Renault              | 58    | + 32 s 671                         | 7      | 6      |
| 8    | 77 | Valtteri Bottas   | Mercedes             | 58    | + 34 s 339                         | 15     | 4      |
| 9    | 2  | Stoffel Vandoorne | McLaren-Renault      | 58    | + 34 s 921                         | 11     | 2      |
| 10   | 55 | Carlos Sainz Jr.  | Renault              | 58    | + 45 s 722                         | 9      | 1      |
| 11   | 11 | Sergio Pérez      | Force India-Mercedes | 58    | + 46 s 817                         | 12     |        |
| 12   | 31 | Esteban Ocon      | Force India-Mercedes | 58    | + 1 min 0 s 278                    | 14     |        |
| 13   | 16 | Charles Leclerc   | Sauber-Ferrari       | 58    | + 1 min 15 s 759                   | 18     |        |
| 14   | 18 | Lance Stroll      | Williams-Mercedes    | 58    | + 1 min 18 s 288                   | 13     |        |
| 15   | 28 | Brendon Hartley   | Toro Rosso-Honda     | 57    | + 1 tour                           | 16     |        |
| Abd. | 8  | Romain Grosjean   | Haas-Ferrari         | 24    | Écrou de roue mal serré            | 6      |        |
| Abd. | 20 | Kevin Magnussen   | Haas-Ferrari         | 22    | Écrou de roue mal serré            | 5      |        |
| Abd. | 10 | Pierre Gasly      | Toro Rosso-Honda     | 13    | Moteur                             | 20     |        |
| Abd. | 9  | Marcus Ericsson   | Sauber-Ferrari       | 5     | Direction                          | 17     |        |
| Abd. | 35 | Sergey Sirotkin   | Williams-Mercedes    | 4     | Freins                             | 19     |        |

### Pole position et record du tour
- Pole position :  Lewis Hamilton (Mercedes) en 1 min 21 s 164 (235,213 km/h)[10].
- Meilleur tour en course :  Daniel Ricciardo (Red Bull-TAG Heuer) en  1 min 25 s 945 (222,128 km/h) au cinquante-quatrième tour[11].

### Tours en tête
- Lewis Hamilton (Mercedes) : 18 tours (1-18)[12]
- Sebastian Vettel (Ferrari) : 40 tours (19-58)

## Classements généraux à l'issue de la course
| Pos. | Pilote            | Écurie             | Points |
| ---- | ----------------- | ------------------ | ------ |
| 1    | Sebastian Vettel  | Ferrari            | 25     |
| 2    | Lewis Hamilton    | Mercedes           | 18     |
| 3    | Kimi Räikkönen    | Ferrari            | 15     |
| 4    | Daniel Ricciardo  | Red Bull-TAG Heuer | 12     |
| 5    | Fernando Alonso   | McLaren-Renault    | 10     |
| 6    | Max Verstappen    | Red Bull-TAG Heuer | 8      |
| 7    | Nico Hülkenberg   | Renault            | 6      |
| 8    | Valtteri Bottas   | Mercedes           | 4      |
| 9    | Stoffel Vandoorne | McLaren-Renault    | 2      |
| 10   | Carlos Sainz Jr.  | Renault            | 1      |

| Pos. | Écurie             | Points |
| ---- | ------------------ | ------ |
| 1    | Ferrari            | 40     |
| 2    | Mercedes           | 22     |
| 3    | Red Bull-TAG Heuer | 20     |
| 4    | McLaren-Renault    | 12     |
| 5    | Renault            | 7      |

## Statistiques
Le Grand Prix d'Australie 2018 représente :
- la 73e pole position de Lewis Hamilton, sa septième en Australie[15] ;
- la 48e victoire de sa carrière pour Sebastian Vettel[16] ;
- la 230e victoire pour Ferrari en tant que constructeur[17] ;
- la 231e victoire pour Ferrari en tant que motoriste[18] ;
- le 100e podium de Sebastian Vettel qui devient le quatrième pilote à atteindre ce cap après Lewis Hamilton (118) , Michael Schumacher (155) et Alain Prost (106)[19] ;
- le 1er départ en Grand Prix pour Sergey Sirotkin et Charles Leclerc[20],[21].

Au cours de ce Grand Prix :
- Sebastian Vettel passe la barre des 3 000 tours en tête d'un Grand Prix (3 030 tours en tête)[22] ;
- Haas F1 Team, en plaçant ses deux pilotes en troisième ligne (Kevin Magnussen et Romain Grosjean s'élançant cinquième et sixième), obtient son meilleur résultat en qualifications depuis ses débuts dans la discipline[23] ;
- Fernando Alonso est élu « Pilote du jour » lors d'un vote organisé sur le site officiel de la Formule 1[24] ;
- Emanuele Pirro (37 départs en Grands Prix de Formule 1, 3 points inscrits entre 1989 et 1991 et quintuple vainqueur des 24 Heures du Mans en 2000, 2001, 2002, 2006 et 2007) est nommé conseiller auprès des commissaires de course par la FIA pour les aider dans leurs jugements[25].